# Cabezuela (kommunhuvudort)
Cabezuela är en kommunhuvudort i Spanien.   Den ligger i provinsen Provincia de Segovia och regionen Kastilien och Leon, i den centrala delen av landet, 90 km norr om huvudstaden Madrid. Cabezuela ligger 954 meter över havet och antalet invånare är 722.
Terrängen runt Cabezuela är platt. Runt Cabezuela är det mycket glesbefolkat, med 5 invånare per kvadratkilometer. Närmaste större samhälle är Cantalejo, 2,4 km norr om Cabezuela. 